# 5纳米制程
5纳米制程是半导体制造制程的一个水準。在半导体器件制造中，《國際器件和系統路線圖》將5納米工藝定義為繼7納米之後MOSFET的又一技術節點。商用5納米製程基於具有FinFET（鰭式場效應晶體管）的多閘極電晶體（MuGFET）技術，還有已得到證明的5納米GAAFET（環繞柵場效應晶體管）技術，但尚未商業化。2020年9月15日，由台積電製造的Apple A14 Bionic成為首個公開發表的5纳米制程晶片。

## 歷史
英特尔最早在2009年的蓝图中规划於2020年推出此制程，而後2019年的藍圖中更新為2023年推出。但在節點改名後已無5nm規劃(最接近為intel 3)。全球最大晶圓代工廠台積電（TSMC）和三星電子皆宣布5納米製程將於2020年進入量產期，並將首先用於生產智能手機晶片。2020年初，三星電子和台積電已經開始5納米製程的有限風險試產，並在2020年底開始批量生產。2020第一季台積電搶先投產，首款5nm產品為蘋果A14。
後續優化的製程命名為4奈米。2021年11月19日，聯發科發表世界首款採用台積電4nm製程的天璣9000系列晶片。比較高通的8Gen1（三星代工）與8+Gen1（台積電代工）的性能及功耗，可知三星的4奈米製程輸給台積電。
5納米的後繼製程計劃是3納米。

## 以5纳米制程生產的晶片
- Apple A14 Bionic
- Apple A15 Bionic
- Apple A16 Bionic(4nm)
- Apple M1、M1 Pro、M1 Max、M1 Ultra
- Apple M2、M2 Pro、M2 Max
- 高通骁龙888/888 Plus
- 高通骁龙780G
- 高通骁龙7 Gen 1
- 高通骁龙7+ Gen 2
- 高通骁龙8 Gen 1/8+ Gen 1（4nm）
- 高通骁龙8 Gen 2 (4nm)
- 高通骁龙8 Gen 3 (4nm)
- 海思麒麟9000系列
- Google Tensor (Pixel 6 系列)
- Google Tensor G2 (Pixel 7 系列)
- 三星Exynos 2100/2200
- 三星Exynos 1080
- 三星Exynos 1280/1330/1380
- 聯發科技天璣8000/8100, 9000/9000+, 8200, 9200/9200+, 9300, 7200（4nm）
- AMD基于Zen 4微架構的Ryzen CPU
- NVIDIA GeForce 40系列 GPU（4nm）
- AMD Radeon RX 7000系列显卡的图形计算核心（GCD）